# Narada
En la mitología hinduista, Nārada (en letra devanagari: नारद, nārada) o Nārada Muni es un sabio divino, que tiene un papel prominente en varios textos puránicos y especialmente en el Bhágavata-purana.
Nárada es retratado como un monje viajero que posee la habilidad de viajar a otros planetas (loka, en sánscrito). Lleva un instrumento musical llamado vina, que usa para acompañar sus canciones, oraciones y mantras como actos de devoción a su señor (Visnú o Krisna).
En la tradición del visnuismo se le tiene una reverencia especial por su recitación y canto de los nombres «Jarí» y «Naraian» y por promover el proceso de la devoción (bhakti) por encima de otras doctrinas, tal como se explica en el texto atribuido al mismo Nárada, llamado Nárada-bhakti-sutra.

## Hijo de Brahma
De acuerdo con la leyenda, Nārada es manasa pūtra (‘hijo de la mente’), lo que se refiere a su nacimiento directamente desde la mente del señor Brahma, el primer ser creado (tal como se describe en el universo puránico).
Se lo considera triloka sanchāri, el nómada que vagabundea por los tres lokas (Triloka):
- Swarga-loka (‘localidad del cielo’).
- Mrityu-loka (‘lugar de la muerte’, la Tierra).
- Patala-loka (‘planetas infernales’).

Viaja por los tres mundos para el bienestar de todos.
Fue el primero en practicar natia-yoga.
También se lo conoce como kalaha priya, ya que en broma genera cómicas peleas entre los devas (dioses), las diosas y los seres humanos.
Nárada Muni tiene un lugar específicamente importante dentro de las tradiciones vaisnavas. En los Puranas es enumerado como uno de los doce majayanas (‘grandes gentes’), los más grandes devotos del dios Visnú.
Como en su nacimiento previo —antes de volverse un rishi (sabio)— él era un gandharva (una especie de arcángel mundano), él está en la categoría de devarshi.

## Iluminación espiritual
El Bhágavata-purana describe la historia del desarrollo espiritual de Nárada:
en su nacimiento previo Nárada era un gandharva (ser angélico rodeado de sensuales apsaras) que fue maldecido a nacer en la Tierra debido a una ofensa. Nació como hijo de una sirvienta que vivía en una apartadísima ermita habitada por un grupo de sabios bráhmanas particularmente santos.
Los sabios estaban muy complacidos con los servicios tanto del niño como de la madre, por lo que le permitieron a él comer cada día un poco de su alimento (prasāda: ‘misericordia [del Señor]’) que previamente ofrecían a su ídolo del señor Visnú.
Con el paso del tiempo, el niño Nárada recibió más bendiciones de estos sabios y los oía hablar acerca de temas espirituales. Su madre murió por la picadura de una serpiente. Nárada tomó este suceso como un acto del dios Visnú y decidió vagar por la selva en búsqueda de la iluminación espiritual y la comprensión de la suprema verdad absoluta.
Llegó a un claro en el bosque y —luego de calmar su sed en un arroyuelo cercano— se sentó bajo un árbol en meditación (yoga). Se concentró en el aspecto paramatma (‘alma superior’) de Visnú dentro de su corazón, tal como le habían enseñado los sabios en la ermita.
Después de algún tiempo, Nárada vio una imagen mental de Naraian (Visnú) ante él, sonriendo. Visnú le dijo: “A pesar de que has tenido la bendición de verme en este momento, nunca más podrás ver esta divina forma, hasta que mueras”. Narayan le explicó que le daba esa oportunidad de ver su belleza para que sirviera como fuente de inspiración que despertara su deseo durmiente de estar otra vez con el Señor.
Después de instruirlo de esta manera, Visnú desapareció de su vista. El niño despertó de su sueño desalentado.
Por el resto de su vida, Nárada se enfocó en su devoción, meditación y adoración a Visnú.
Después de morir, Visnú le bendijo con la forma espiritual de “Nárada”, tal como sería conocido.
Muchas escrituras hinduistas consideran que Nárada es un avatar parcial de Dios, apoderado por él para realizar tareas maravillosas o milagrosas en nombre de Visnú.

## Maldición a Narada
De acuerdo al Śrīmad Bhāgavatam, Narada actuó como guía espiritual de los hijos de Dakṣa, conocidos como Haryaśvas y ,Savalāśvas (quienes por órdenes de su padre se les había indicado que multiplicar la población del mundo), pero que debido a la guía de Narada prefirieron liberarse del mundo material, ya que Narada pensó que estos sin tener otra finalidad que la creación material, lo mejor sería liberarles de esa tendencia; hecho que provocó que Daksa, furioso por esta intromisión, le lanzará una maldición. Está Maldición consistió que desde ese momento Narada no podría quedarse mucho tiempo en ningún lugar. Nārada  aceptó sin enojo y rabia la maldición de Dakṣa, ya que estaba perfectamente cualificado y fijo en el cultivo de la tolerancia.

## Anécdota de Nárada
Según una leyenda, el príncipe Samba —hijo del dios Krisna y de Yambavati— había ridiculizado al sabio debido a la fealdad de su rostro.
Este último se vengó indicando a Samba un lugar en el río donde numerosísimas mujeres se bañaban, despojadas de sus saris (túnicas hinduistas).
Mientras el joven varón disfrutaba del espectáculo, Krisna, advertido por Nárada, llegó y descubrió cómo su hijo miraba a sus madres (las 16 108 esposas de Krisna) mientras se bañaban.
Furioso, el dios castigó a su hijo inoculándole la lepra. Más tarde, Samba le demostró que Nárada lo había manipulado, pero ya Krisna no podía retirar su maldición. Entonces el joven se dirigió hacia Suria, el dios que cura todos los males —particularmente aquellos de la piel—, fue hasta la costa y descubrió al norte de Puri una imagen del dios del Sol sentado sobre una flor de loto. Se instaló en el lugar e hizo una penitencia de doce años, al cabo de la cual fue curado. En agradecimiento, erigió un templo, el primero que se construía sobre el sitio de Konark.